# 阿部青鞋
阿部 青鞋（あべ せいあい、1914年11月7日 - 1989年2月5日）は、俳人。本名は麗正（よしまさ）。
現在の東京都渋谷区に生まれる。1933年高輪学園卒業。1936年、新興俳句系の「句帖」に参加。1937年渡辺白泉らの同人誌「風」に参加。「螺旋」「動線」を創刊。1940年住谷栄子と結婚。1941年8月に召集を受けるが、大陸で戦病となり11月に解除。1945年岡山県英田郡巨勢村（現・美作市）に疎開、以後33年間同地に居住した。1957年「花実」参加。1958年「俳句評論」参加。1959年受洗。1963年「瓶」（のち「壜」）創刊。「八幡船」参加。同年公務を退き林野協会牧師となる。1969年永田耕衣の初期句集『真風』を編集発行。1974年「対流」参加。1978年、東村山市の次女夫婦宅に転居。1983年第30回現代俳句協会賞受賞。1989年死去（享年74）。
代表的な句に「かたつむり踏まれしのちは天の如し」「永遠はコンクリートを混ぜる音か」など。比喩に飛躍のあるユニークな句を多数作っている。

## 句集
- 『句壷抄』（1957年）
- 『阿部青鞋集』（1966年）
- 『火門集』（1968年）
- 『樹皮』（1968年）
- 『続・火門集』（1977年）
- 『霞ヶ浦春秋』（1979年）
- 『火門私抄』（1982年）
- 『ひとるたま』（1983年）
- 『阿部青鞋俳句全集』 暁光堂 （2021年）